# Police Academy

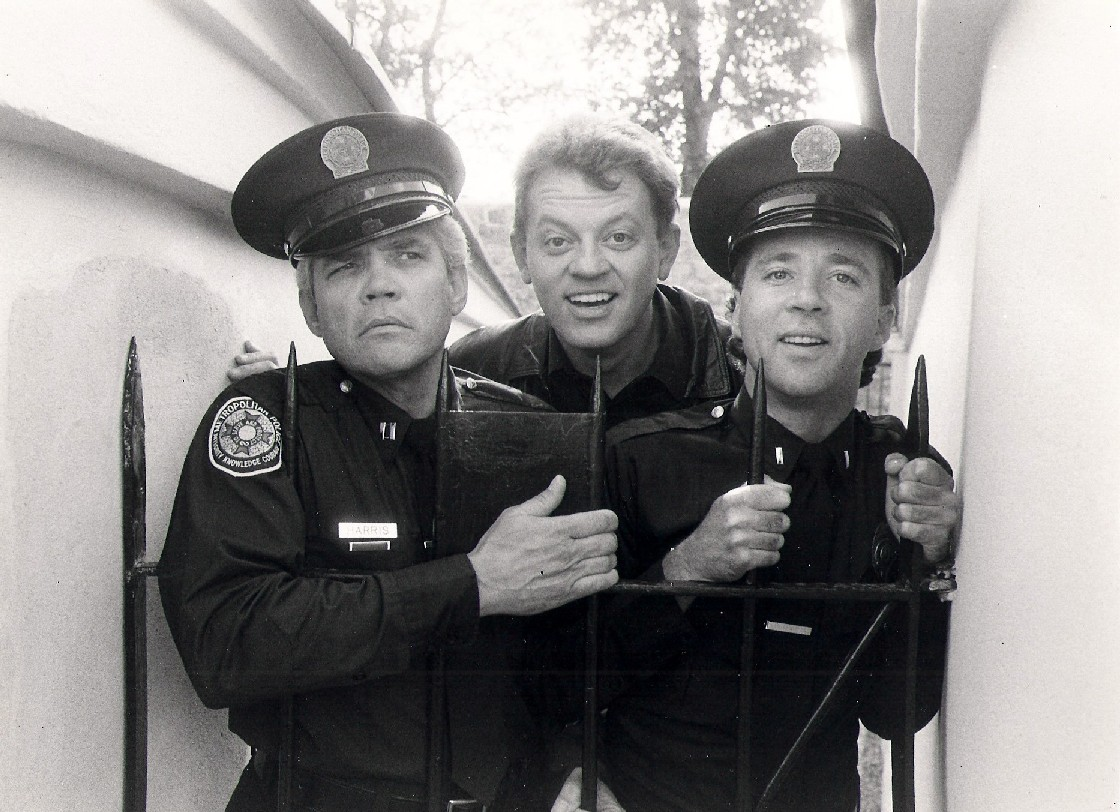
"Captain Harris", "Tackleberry", en "Proctor" in Zweden 1989 om de film Police Academy 6: City Under Siege te promoten.

Police Academy is een komische mediafranchise bestaande uit zeven films, een televisieserie en een tekenfilmserie.
De franchise gaat over een politieschool waar een aantal studenten wordt opgeleid tot politieagent. Tijdens de opleiding en de periode die daarop volgt ontstaan er onverwachte komische wendingen. De serie begon met Police Academy (1984), die uiteindelijk zes vervolgen kreeg. De eerste zes films kwamen uit in de jaren 80, de zevende in 1994. Daarnaast kwamen er twee spin-offs in de vorm van een animatieserie en een televisieserie.

## Films
| Film                                     | Jaar | Regisseur     | Samenvatting |
| ---------------------------------------- | ---- | ------------- | --- |
| Police Academy                           | 1984 | Hugh Wilson   | Nadat de nieuwe burgemeester besluit dat de politiescholen voortaan alle mensen die de opleiding willen volgen, toe moet laten - ongeacht lengte, gewicht en huidskleur - loopt het aantal storm met de aanmeldingen. De film volgt een groep van allesbehalve voorbeeldige rekruten die zichzelf proberen te bewijzen als agent. |
| Police Academy 2: Their First Assignment | 1985 | Jerry Paris   | Na hun opleiding te hebben voltooid, worden de rekruten uit deel 1 tewerkgesteld op een van de ergste politiebureaus in de stad. Dit omdat de omgeving hier wordt geteisterd door een graffitibende. Luitenant Mauser ondermijnt hun werk echter, in de hoop dat hij Kapitein Pete Lassard kan laten ontslaan. |
| Police Academy 3: Back in Training       | 1986 | Jerry Paris   | Wanneer de gouverneur besluit dat twee politiescholen te duur zijn en er één zal moeten sluiten, barst een strijd los waarin beide scholen moeten proberen te bewijzen de beste te zijn. Om Eric Lassard bij te staan keren de rekruten uit deel 1 terug naar de academie, samen met een hoop nieuwe rekruten. |
| Police Academy 4: Citizens on Patrol     | 1987 | Jim Drake     | Om de politie werk uit handen te nemen, wordt het “Citizens on Patrol”-project (“Burgers op Patrouille”) opgericht, waarbij enkele burgers een korte opleiding krijgen om klein politiewerk te kunnen doen. Luitenant Harris ziet niets in het plan en probeert het project te saboteren. |
| Police Academy 5: Assignment Miami Beach | 1988 | Alan Myerson  | Het blijkt dat Eric Lassard allang met pensioen had moeten gaan en per direct zal moeten stoppen met zijn werk op de Academie. Harris zal hem vervangen. Voor het zover is, neemt Lassard iedereen mee naar Florida om de politieconferentie daar bij te wonen, alwaar Lassard een onderscheiding zal krijgen. In Florida wordt Lassards koffer verwisseld met een koffer gestolen diamanten, die de dieven vervolgens terug proberen te krijgen. |
| Police Academy 6: City Under Siege       | 1989 | Peter Bronerz | Wanneer de stad plotseling wordt geteisterd door reeks misdaden gepleegd door een trio juwelendieven, worden de agenten van de politie academie erbij geroepen om ze een halt toe te roepen. |
| Police Academy 7: Mission to Moscow      | 1994 | Alan Metter   | De agenten van Lassards academie worden uitgenodigd om in Rusland het plaatselijke politieteam te komen versterken in de strijd tegen een beruchte internationale crimineel. |

## Remake
Op 17 april 2015 verscheen een Turkse remake van de filmreeks genaamd Polis Akademisi: Alaturka.. De film heeft amper indruk gemaakt in het buitenland. In Nederland kreeg de film echter wel aandacht omdat Yolanthe Sneijder-Cabau een hoofdrol vertolkt.

## Opbrengst
De eerste paar delen van Police Academy-filmreeks waren vrij succesvol in de Amerikaanse bioscopen. Duidelijk is te zien dat de opbrengsten per deel steeds minder werden.
- Police Academy 1: 149 miljoen dollar[3]
- Police Academy 2: 56 miljoen dollar
- Police Academy 3: 44 miljoen dollar
- Police Academy 4: 28 miljoen dollar
- Police Academy 5: 20 miljoen dollar
- Police Academy 6: 12 miljoen dollar
- Police Academy 7: 126.000 dollar

## Personages

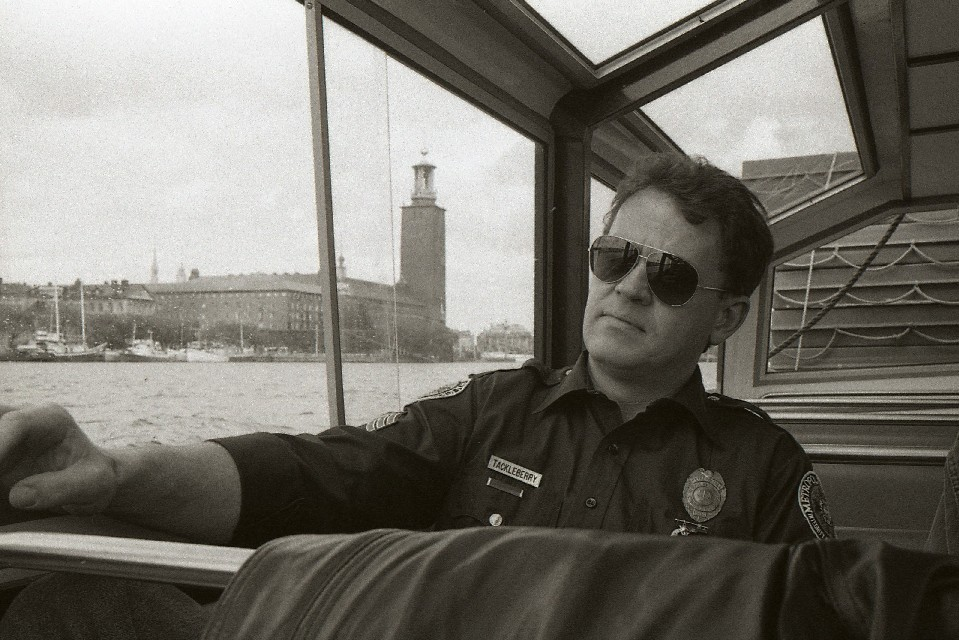
David Graf als “Eugene Tackleberry”, een van de personages die in alle 7 films meedoet

De Police Academy-films bevatten een groot aantal uiteenlopende personages die geregeld terugkeren. De producers probeerden in de films steeds zo veel mogelijk dezelfde personages te gebruiken, zodat het publiek telkens bekende gezichten zou zien.
Veel van de hoofdpersonages doen in meerdere van de zeven films mee, waarbij ze telkens de vaste karaktertrekjes vertonen. Deze karaktereigenschappen zijn dan ook over het algemeen onderdeel van running gags verspreid over de films. Indien een hoofdpersonage niet meespeelt in een film, valt ook duidelijk een element weg. In enkele films is geprobeerd deze persoon te vervangen door een ander personage met min of meer dezelfde rol (zoals Carey Mahoney die na deel vier werd vervangen door Nick Lassard, en Harris die in deel 2 en 3 werd vervangen door Mauser).
Wat wel verandert, is de rang van de personages. Vooral veel van de rekruten maken in het verloop van de films promotie.
| Naam                  | Rol/Rang | Acteur                                             | Deed mee in                                          |
| --------------------- | --- | -------------------------------------------------- | ---------------------------------------------------- |
| Eric Lassard          | Commandant | George Gaynes †, Tedd Dillon (animatieserie)       | alle films, animatieserie                            |
| Carey Mahoney         | Rekruut (1e film), Agent (2), Sergeant (3 en 4)                                                                  | Steve Guttenberg, Ron Rubin (animatieserie)        | Films 1 t/m 4, animatieserie                         |
| Larvell Jones         | Rekruut (1e film), Agent (2), Sergeant (alle volgende films)                                                     | Michael Winslow, Greg Morton (animatieserie)       | Alle films, animatieserie, televisieserie            |
| Eugene Tackleberry    | Rekruut (1e film), Agent (2), Sergeant (alle volgende films)                                                     | David Graf †, Dan Hennessey (animatieserie)        | alle films, animatieserie, televisieserie            |
| Moses Hightower       | Rekruut (1e film), Agent (2), Sergeant (3-5), Luitenant (Bevordering einde 5e film, 6e film)                     | Bubba Smith †, Greg Morton (animatieserie)         | Films 1 t/m 6, animatieserie, televisieserie         |
| Zed                   | Burger/bendeleider (2e film), Rekruut (3), Agent (4, animatieserie)                                              | Bobcat Goldthwait, Dan Hennessey (animatieserie)   | Films 2 t/m 4, animatieserie                         |
| Sweetchuck            | Burger/eigenaar winkel (2e film), Rekruut (3), Agent (4, animatieserie)                                          | Tim Kazurinsky, Howard Morris (animatieserie)      | Films 2 t/m 4, animatieserie                         |
| Laverne Hooks         | Rekruut (1e film), Agent (2), Sergeant (alle volgende films)                                                     | Marion Ramsey†, Denise Pidgeon (animatieserie)     | Films 1 t/m 6, animatieserie                         |
| Debbie Callahan       | Sergeant (1e film), Luitenant (3-6), kapitein (7)                                                                | Leslie Easterbrook, Denise Pidgeon (animatieserie) | alle films, behalve 2, animatieserie, televisieserie |
| Tommy 'House' Conklin | Deelnemer C.O.P.-Programma (4e film), Agent (5e Film, animatieserie)                                             | Tab Thacker†, Don Francks (animatieserie)          | Films 4 en 5, animatieserie                          |
| Nick Lassard          | Sergeant | Matt McCoy                                         | Films 5 en 6                                         |
| Thaddeus Harris       | Luitenant (1e film), Kapitein (4-7, animatieserie)                                                               | G.W. Bailey, Len Carlson (animatieserie)           | Film 1, films 4 t/m 7, animatieserie                 |
| Proctor               | Sergeant (2e film), Kapitein (3e film), Luitenant (4-6, animatieserie)                                           | Lance Kinsey, Don Francks (animatieserie)          | Films 2 t/m 6, animatieserie                         |
| Mauser                | Luitenant (begin 2e film), Kapitein (promotie gedurende 2e film), Commandant (3e film), Sergeant (animatieserie) | Art Metrano, Rex Hagon (animatieserie)             | Films 2 en 3, animatieserie                          |
| Douglas Fackler       | Rekruut (1e film), Agent (2), Sergeant (3 en 6)                                                                  | Bruce Mahler                                       | Films 1 t/m 3, film 6                                |
| Chad Copeland         | Rekruut (1e film), Sergeant (3e en 4e Film)                                                                      | Scott Thomson                                      | Films 1, 3 en 4                                      |
| Kyle Blankes          | Rekruut (1e film), Sergeant (3e film)                                                                            | Brant von Hoffman                                  | Films 1 en 3                                         |
| Henry J. Hurst        | Hoofdcommissaris en daarmee hoogste in rang.                                                                     | George R. Robertson                                | Films 1 t/m 6                                        |
| Mrs. Fackler          | Vrouw van Douglas Fackler, Rekruut in 3e film                                                                    | Debralee Scott †                                   | Films 1 en 3                                         |
| Kathleen Kirkland     | Sergeant (2e film), Burger (4e film), vrouw van Eugene Tackleberry                                               | Colleen Camp                                       | Films 2 en 4                                         |
| Max Kirkland          | Eugene Tackleberrys Schoonvader                                                                                  | Arthur Batanides †                                 | Films 2,3,4 en 6                                     |
| Bud Kirkland          | Eugene Tackleberrys Zwager, Rekruut (3e film), Agent (4e film)                                                   | Andrew Paris                                       | Films 2 t/m 4                                        |
| Mrs. Kirkland         | Eugene Tackleberrys Schoonmoeder                                                                                 | Jackie Joseph                                      | Films 2 en 4                                         |
| Nogata                | Rekruut uit Japans (3e film), Vertegenwoordiger Japanse politie (4e film).                                       | Brian Tochi                                        | Films 3 en 4                                         |

## Locaties

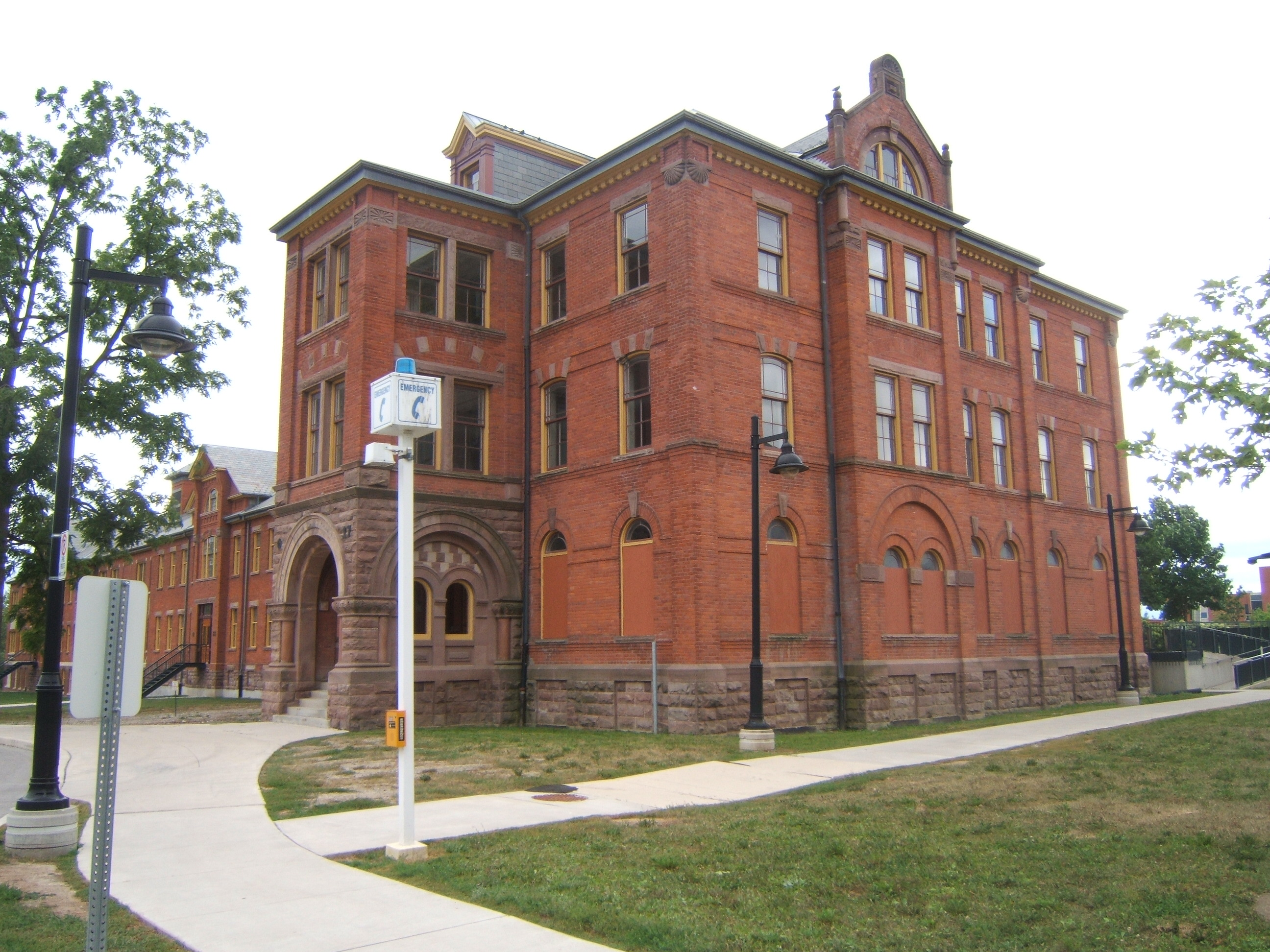
Zijaanzicht van het gebouw dat in de 1e, 3e en 4e film dienstdeed als de Academie

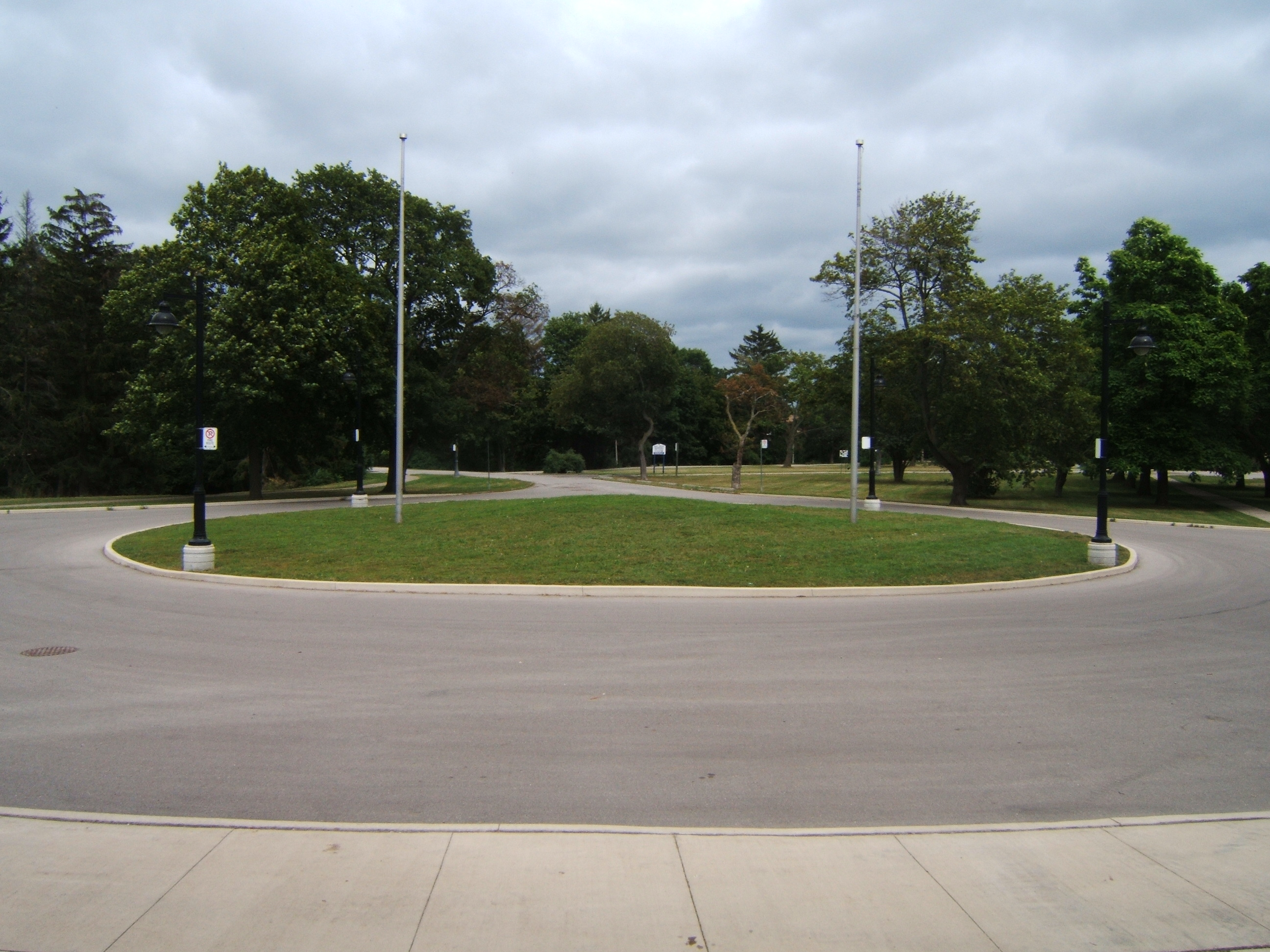
Rotonde voor de politieacademie.

Alle films en series van Police Academy spelen zich voornamelijk af in een fictieve Amerikaanse stad waarvan de naam nooit wordt vermeld, en op de academie zelf. In deel 5 reizen de personages af naar Miami, en in deel 7 naar Moskou.
Daarnaast zijn er een aantal kleinere locaties die regelmatig terugkeren zoals de afzonderlijke gebouwen binnen de academie, het bureau van Eric Lassard en de Blue Oyster bar.

## Overige producties

### Series
- In 1988 verscheen de animatieserie Police Academy: The Animated Series. Hierin spelen alle bekende personages uit de films mee.
- In 1997 verscheen de televisieserie Police Academy: The Series. Deze serie draaide om een geheel nieuw team op de academie.

### Strips
- In 1990 en 1991 verschenen in Duitsland enkele Police Academy strips, uitgebracht door Bastei-Verlag.
- In Groot-Brittannië bracht Marvel Comics enkele Engelstalige Police Academy strips uit. ISSN 0961-1959

### Hoorspelen
In Duitsland verschenen in 1990 en 1991 tevens 12 hoorspelen gebaseerd op de films. Het betrof hier hoorspelversies van enkele afleveringen van de animatieserie. Elke cassette met een hoorspel erop duurde 50 minuten.

### Stuntshow
Warner Bros Movie World, een subonderneming van Warner Bros., bezit een keten van pretparken over de hele wereld in de Warner Bros Movie World parken in Australië, Duitsland en Madrid, Spanje werd de Police Academy Stunt Show opgevoerd, die zich vooral kenmerkt door de stunts, explosies en slapstick-elementen. De show wordt sinds 1991 opgevoerd en is een van de meest succesvolle shows van de parken. De show wordt nu alleen nog opgevoerd in het Warner Bros Movie World park in Madrid. Het park in Australië heeft de show in 2008 vervangen voor een nieuwe stuntshow: Hollywood Stunt Driver. En het Warner Bros Movie World-pretpark in Duitsland is in 2005 verkocht en gaat sindsdien verder als Movie Park Germany. En dus zijn ook de Warner Bros-rechten vervallen waardoor ook de Police Academy Stunt-show. Er wordt nu een andere show opgevoerd.
De inhoud van de show is duidelijk verbonden met de films. Zo zijn er in de show een Kapitein Harris, Proctor en Commissaris.

## Muziek
De marsachtige intromuziek van alle Police Academy-films is een van de bekendste elementen van de films. De muziek werd gecomponeerd door Robert Folk. De muziek wordt altijd gespeeld bij de intro en aan het eind van de film, en vaak ook bij bepaalde scènes in de film zelf.
Een andere bekend muziekstuk uit de films is de dansmuziek uit de Blue Oyster Club. Op deze muziek wordt een tango met de naam El Bimbo gedanst. De muziek wordt gespeeld door Jean-Marc Dompierre en zijn orkest.
Daarnaast zijn er enkele afzonderlijke muziekstukken die voor de losse films gecomponeerd zijn. Een aantal bekende nummers zijn:
- Deel 1: "I'm gonna be Somebody" - Jack Mack and The Heart Attack.
- Deel 2: "Dirty Work" – geschreven door Mike Piccirillo, gezongen door Tony Warren.
- Deel 3: "Team Thing" – geschreven door Tena Clark en Tony Warren.
- Deel 4: "Citizens on Patrol" - Michael Winslow samen met The L.A. Dream Team, "Shoot for the Top" - Southern Pacific, "It doesn't have to be this way" - The Blow Monkeys, "Let's go to Heaven in my Car" - Brian Wilson.